# Torre dei Carrari

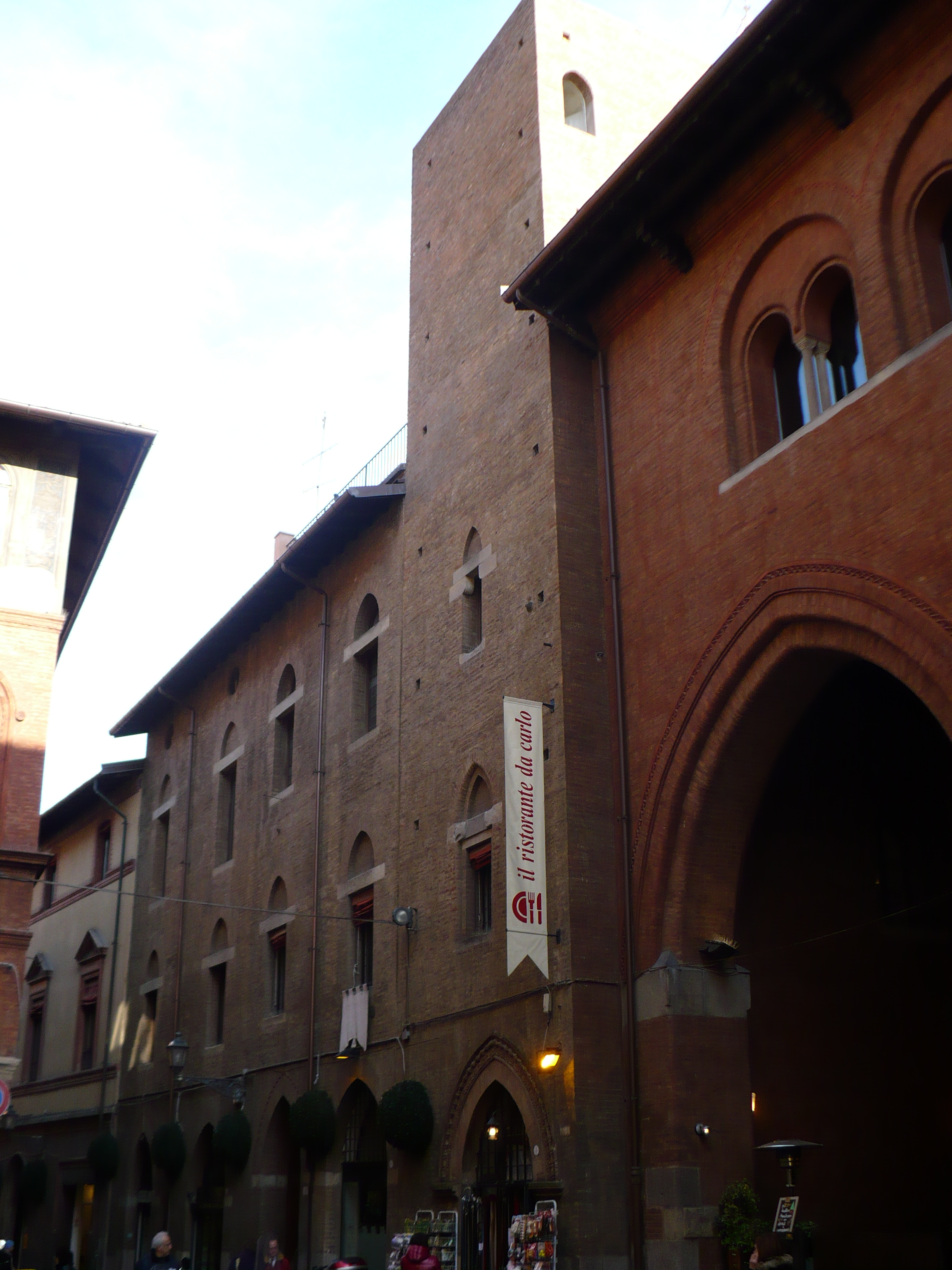
Torre dei Carrari in der Via Marchesana

Die Torre dei Carrari ist einer der etwa 20 Geschlechtertürme, die es noch im historischen Zentrum von Bologna in der italienischen Region Emilia-Romagna gibt.

## Beschreibung
Der Turm liegt in der Via Marchesana und ist in einen pseudo-mittelalterlichen Gebäudekomplex eingefügt, der Ende der 1920er-Jahre errichtet wurde. Der Torre dei Carrari wurde Ende des 12. Jahrhunderts oder Anfang des 13. Jahrhunderts errichtet und ist heute 22 Meter hoch; ursprünglich war er wohl höher, wenn auch nicht viel. Die Basis des Turms ist eher bescheiden (4,86 Meter × 4,86 Meter) und die Dicke der Mauern auf dem Erdboden ist auf 0,93 Meter begrenzt. Wenn es sich also um einen Wohnturm gehandelt hat, so heißt dies, dass tatsächlich für Wohnzwecke angepasst wurde. Das Gebäude wurde im Laufe der Zeit umfangreich restauriert und umgebaut, sodass vom Original nur noch die Außenmauern und die Öffnungen für die Balken erhalten, wogegen die Spitzbogentür, die reich mit Terrakotta verziert ist, ein wenig jünger ist als der Rest des Gebäudes, also Ende des 14. Jahrhunderts oder Anfang des 15. Jahrhunderts entstanden ist. Die Fenster hingegen sind modern.

## Geschichte
Der Bau des Turms wird wegen seiner Nachbarschaft zur Kirche Santa Maria dei Carrari, die heute nicht mehr existiert, der Familie Carrari zugeschrieben. Die Kirche lag an der Stelle, an der sich heute das neugotische Gewölbe findet, das die Via Marchesana mit der Via de’ Toschi verbindet. Zwischen diesen beiden Straßen besteht trotz ihrer benachbarten Lage ein Höhenunterschied von einigen Metern, was der Tatsache geschuldet ist, dass sich entlang der Via Marchesana die Stadtmauer aus Selenit erhebt, die älteste, die zum Schutz der Stadt Bologna errichtet wurde. Die Carraris waren Ghibellinen und wurden daher 1274 aus der Stadt vertrieben, kehrten aber einige Jahre später zurück. Mitglieder der Familie waren Universitätsdozenten, Juristen, Politiker und auch Ritter. Die Familie Carrari verkaufte den Turm an die bedeutende Familie Foscarini (nach der die benachbarte Via de’ Foscarini benannt ist), die in der Nähe wohnten; später ging er durch viele Hände. Im Erdgeschoss ist heute ein Ladengeschäft für Tierbedarf untergebracht.